# NGC 469
NGC 469 este o galaxie spirală situată în constelația Peștii. A fost descoperită în 3 noiembrie 1864 de către Albert Marth.